# Пфлуг, Юлиус фон
Юлиус фон Пфлуг (нем. Julius von Pflug; 1499—1564, Цайц, Саксония-Анхальт) — католический богослов Германии, последний католический епископ в епархии Наумбург (1542—1564).

## Биография

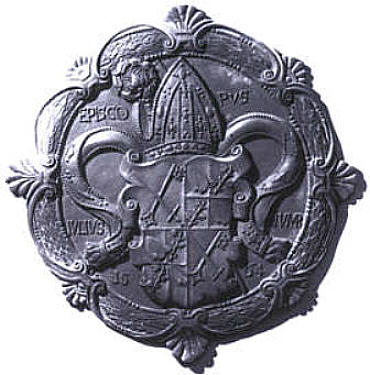
Бронзовый щит с гербом рода Пфлуг в Соборе города Цайц (Германия)

Происходил Пфлуг из старого саксонского дворянского рода. В 1510 году в возрасте одиннадцати лет поступил в Лейпцигский университет, где учился под руководством известного теолога и философа Петруса Мозеллануса, позже продолжил учёбу в Италии в Болонском и Падуанском университетах. Получил прекрасное богословское и гуманистическое образование.
Вернувшись на родину стал каноником Мейсенского собора. В 1521 стал доктором теологии.
Карьеру богослова начал на службе у герцога саксонского Георга Бородатого. В делах религиозных Пфлуг держался примирительного направления и надеялся на возможность соглашения с протестантами. Он принимал участие в религиозном диспуте католиков с сподвижником Лютера — Филиппом Меланхтоном в Лейпциге (1534) и живо интересовался вопросом о созыве собора для прекращения религиозного раскола (1535 и сл.).
Император Священной Римской империи Карл V поручил ему принять участие в диспуте в Регенсбурге в апреле 1541 года. В это же время он был избран епископом Наумбурга и Цайца, но курфюрст Иоганн-Фридрих Великодушный противопоставил ему епископа-протестанта, Амсдорфа.
Только после победы Карла V при Мюльберге в 1547 году Юлиусу фон Пфлугу удалось вступить в управление своим епископством.
В 1548 году император поручил ему вместе с Гельдингом и Иоанном Агриколой выработать религиозное вероучение, которое примирило бы протестантизм с католицизмом. Появившийся вследствие этого с целью достижения конфессионального единства в империи так называемый аугсбургский интерим 1548 года был главным образом плодом работы фон Пфлуга.
В 1557 году ему ещё раз пришлось принять участие в религиозном диспуте с протестантами в Вормсе, в качестве председателя; подобно предшествовавшим диспутам, и этот остался безо всяких результатов. С этого времени последний наумбургский епископ уединился в своей епархии, в которой протестантизм быстро вытеснял католичество.